# Worship Him

Worship Him est le premier album studio du groupe de metal Samael sorti en 1991. Le groupe suisse y joue ici un black metal assez sombre.

## Pistes
1. Sleep of Death - 3:46
2. Worship Him - 6:30
3. Knowledge of the Ancient Kingdom - 5:06
4. Morbid Metal - 4:56
5. Rite of Cthulhu - 2:04
6. The Black Face - 3:30
7. Into the Pentagram - 6:48
8. Messenger of the Light - 2:42
9. Last Benediction - 1:23
10. The Dark - 4:30